# Parti orthodoxe
Le Parti orthodoxe, le parti du peuple cubain (orthodoxes), est un parti politique cubain nationaliste fondé en 1947 qui a été dissous lors du coup d'État de Fulgencio Batista en 1952 et dont certains membres rejoindront le Mouvement du 26 Juillet.

## Historique
Le parti orthodoxe défend des réformes démocratiques et progressistes. Il s’oppose clairement au Parti communiste cubain de l'époque et se prononce sur l’élimination de la corruption à Cuba. 
Son fondateur, Eduardo Chibás, se tire une balle de revolver en 1951 après son discours à la radio afin d'alerter le peuple sur le « gangstérisme d’État » ; il meurt onze jours plus tard. 
En 1952, le Parti orthodoxe présente la candidature du jeune avocat Fidel Castro aux élections législatives, mais Batista engage un coup d'État et fait annuler le scrutin.

## Membres connus
Fidel Castro, Martha Frayde et Huber Matos. Mario Chanes de Armas compagnon de route de Fidel Castro.